# MTV不插电
《MTV不插电》（英語：MTV Unplugged）是美国MTV电视台的一档电视节目，节目主要在展示那些演奏原声乐器的音乐艺术家。在1989年到1999年期间，《MTV不插电》是一档定期播出的常态节目；而在1999年到2009年期间，节目的播出频率开始降低，并冠以“《MTV不插电2.0》（MTV Unplugged No. 2.0）”的名称；从2009年开始，这档节目就以特别节目的形式在电视台不时播出，有时甚至仅在网络上播放。但是不论播出形式为何，《MTV不插电》都倾向于在一期节目或特别节目里展示同一个艺人或同一组艺人团队，并播放他们的热门歌曲或翻唱。
1990年登场《MTV不插电》表演的嘉宾艺人大部分都将他们的现场表演以实况专辑的形式发行了，而这些专辑在商业上都取得了成功，甚至一部分还成了热门专辑。埃里克·克莱普顿在1992年发行的专辑《不插电》在全球卖出了2600万张销量，是迄今为止最畅销的实况专辑。其他获得白金销量的“不插电系列”专辑包括：玛丽亚·凯莉的《MTV不插电》（1992年）、罗德·斯图尔特的《不插电……和就坐》（1993年）、万疯乐队的《MTV不插电》（1993年）、托尼·班内特的《MTV不插电》（1994年）、佩吉和普兰特的《非四分之一》（1994年）、涅槃乐队的《纽约不插电》（1994年）、我们仨的《MTV不插电》（1995年；在其母国智利获得白金认证）、爱丽丝囚徒的《不插电》（1996年）、夏奇拉的《MTV不插电》（1999年；在拉丁市场获得白金认证）、拉雷乐队的《MTV不插电》（2001年；获得美国白金认证以及墨西哥、智利和阿根廷的三白金认证）、瑞奇·马丁的《MTV不插电》（2006年；获得美国白金认证及墨西哥钻石认证）、劳琳·希尔的《MTV不插电No.2.0》（2001年）和艾莉西亚·凯斯的《不插电》等。而其中一些专辑中也诞生了热门单曲，例如玛丽亚·凯莉的翻唱冠军单曲《我在这里》。
该节目的原初版在播出的时候获得了皮博迪奖和3个黄金时段艾美奖提名。2009年，《MTV不插电》进行了有限规模的重启，共计6场演出获得了艾美奖“最佳新方案”。

## 节目概况
术语“不插电（Unplugged）”的定义是将那些原本可以通过电声乐器（例如电吉他、合成器等）演奏的音乐通过原声乐器（例如民谣吉他、传统钢琴等）来呈现，但是依然会使用话筒等电声设备。在大多数情况下，原声贝斯吉他和电贝司都需要通过放大器来放大；而有时也会使用哈蒙德电风琴。
MTV电视台在1989年开播了《MTV不插电》节目，该节目的特色就是邀请音乐艺人演奏电子版歌曲的“不插电”版本。这些现场演奏很多都发行了现场专辑，而这些专辑也大多以“不插电”命名。

## 相关节目
在MTV的姊妹频道VH1播出的节目《VH1故事讲述者》中，节目除了会和嘉宾艺人探讨某首歌曲的历史背景、歌词含义及情感会议之外，还会邀请歌手进行原声演唱。
邦·乔维于2007年在乡村音乐电视台进行过一场不插电演出。警察乐队、玛丽·布莱姬、肯尼·切斯尼和约翰·梅尔原本都曾计划进行这样的表演，但目前已确定取消。